# Meerkatten
De meerkatten (Cercopithecini) vormen een geslachtengroep van de familie apen van de Oude Wereld (Cercopithecidae), die voorkomt in Afrika. Er zijn 35 verschillende soorten die worden verdeeld in zes geslachten: de moerasmeerkat (Allenopithecus), Allochrocebus, de echte meerkatten (Cercopithecus), de groene meerkatten (Chlorocebus), de huzaarapen (Erythrocebus)  en de dwergmeerkatten (Miopithecus). Ze verschillen onderling sterk in kleur, maar komen overeen in lichaamsbouw. Meerkatten zijn tussen de 70 en 175 cm lang en hebben een staart die een derde tot de helft van hun totale lichaamslengte inneemt. Ze hebben een korte snuit, en zeer handige grijphanden en -voeten. De grote kleurverscheidenheid dient waarschijnlijk om de apen in staat te stellen hun soortgenoten snel te herkennen.
De naam 'meerkat' wordt in het Afrikaans gebruikt voor het stokstaartje. Stokstaartjes zijn daarentegen roofdieren die tot de familie der mangoesten behoren. Ook in het Engels worden stokstaartjes 'meerkat' genoemd, wat soms onvertaald wordt overgenomen zoals bij Timon in de Disneyfilm De Leeuwenkoning. De grijze meerkat en de rode meerkat (vosmangoest) zijn eveneens mangoesten.

## Voedsel
Meerkatten eten met name bladeren, vruchten en bloemen. Drinken doen ze weinig: hun vocht verkrijgen ze grotendeels van de bladeren waarop regenwater is gevallen. Sommige meerkatten eten ook insecten en de eieren en jongen van vogels, maar dat is een zeldzaamheid.
Op zoek naar voedsel ruïneren meerkatten soms tuinen en akkers, en dan worden ze beschouwd als een plaag. Er worden daarom regelmatig drijfjachten op ze gehouden.

## Voortplanting
Meerkatten planten zich gedurende het hele jaar voort. De draagtijd is rond de zeven maanden. Het paringsritueel is van alle franje ontdaan: het mannetje bestijgt het vrouwtje plompverloren van achteren en klemt zich met de voeten aan haar benen vast.
De jonge dieren zijn geheel anders van kleur dan de volwassenen, maar de vacht verandert al snel van kleur zodat de iets ouderen al de volwassen kleurschakering hebben. Meerkatjongen worden door de volwassenen goed beschermd. Als een jong een noodkreet slaakt, komen de volwassen dieren van alle kanten toesnellen. De duidelijk te herkennen vacht van het jong draagt daartoe bij.

## Leefgebied
Meerkatten leven in verschillende biotopen. De groene meerkat leeft op savannen, andere leven in de wouden. Daarbij hebben sommige soorten een voorkeur voor primair bos, andere voor secundair bos en sommigen kiezen voor moerasbos of voor bergbos. Bovendien leven binnen één type bos verschillende soorten op verschillende hoogten.

## Vijanden
De kroonarend is voor meerkatten die in bossen leven een belangrijke vijand. Deze arend glijdt stil tussen de toppen van de bomen door, om de nietsvermoedende meerkatten bij de kop te grijpen.
Op de savannen zijn er meer vijanden, zoals verschillende soorten roofvogels en de luipaard.
Meerkatten hebben alarmroepen voor vijanden, maar verdedigen zich zelden. Wel nemen ze dreighoudingen aan. De mannetjes dreigen door op en neer te springen op takken of in boomkruinen. Op de savannen laten ze zich ook wel op de grond vallen in de hoop gezien te worden. Zo lokken ze de aandacht van de vijand weg van de vrouwtjes en de jongen.
Om zich te ontdoen van spanning geeuwen meerkatten vaak. Dit geeuwen is dus geen teken van vermoeidheid.

## Taxonomie
De taxonomie van deze groep leidt regelmatig tot discussie. Er wordt veel onderzoek gedaan naar de fylogenetische stamboom, leidend tot soms tegenstrijdige resultaten.
- Geslachtengroep: Cercopithecini (Meerkatten) (35 soorten)
  - Geslacht: Allenopithecus (Moerasmeerkatten) (1 soort)
    - 
      -  Soort: Allenopithecus nigroviridis (Moerasmeerkat)

  - Geslacht: Allochrocebus (3 soorten)
    - 
      - Soort: Allochrocebus lhoesti (L'Hoëstmeerkat, bergmeerkat of ringbaard)
      - Soort: Allochrocebus preussi
      -  Soort: Allochrocebus solatus (Zonnestaartmeerkat)

  - Geslacht: Cercopithecus (Echte meerkatten) (19 soorten)
    - cephus-groep (6 soorten)
      - Soort: Cercopithecus ascanius (Roodstaartmeerkat)
      - Soort: Cercopithecus cephus (Knevelmeerkat)
      - Soort: Cercopithecus erythrogaster (Roodbuikmeerkat)
      - Soort: Cercopithecus erythrotis (Roodneusmeerkat)
      - Soort: Cercopithecus petaurista (Kleine witneusmeerkat)
      -  Soort: Cercopithecus sclateri (Sclaters meerkat)

    - diana-groep (2 soorten)
      - Soort: Cercopithecus diana (Dianameerkat)
      -  Soort: Cercopithecus roloway (Roloway)

    - hamlyni-groep (2 soorten)
      - Soort: Cercopithecus hamlyni (Uilenkopmeerkat of uilmeerkat)
      -  Soort: Cercopithecus lomamiensis (Lesula)[2]

    - mona-groep (6 soorten)
      - Soort: Cercopithecus campbelli (Campbellmeerkat)
      - Soort: Cercopithecus denti (Dents meerkat)
      - Soort: Cercopithecus lowei
      - Soort: Cercopithecus mona (Monameerkat)
      - Soort: Cercopithecus pogonias (Kroonmeerkat)
      -  Soort: Cercopithecus wolfi (Wolfs meerkat)

    - neglectus-groep (1 soort)
      -  Soort: Cercopithecus neglectus (Brazzameerkat)

    -  nictitans-groep (2 soorten)
      - Soort: Cercopithecus mitis (Diadeemmeerkat, blauwe meerkat of grijze meerkat)
      -  Soort: Cercopithecus nictitans (Grote witneusmeerkat of zwarte witneusmeerkat)

  - Geslacht: Chlorocebus (Groene meerkatten, vervetapen of grivetapen) (7 soorten)
    - 
      - Soort: Chlorocebus aethiops (Groene meerkat, grivet of grijsgroene meerkat)
      - Soort: Chlorocebus cynosuros (Malbrouck)
      - Soort: Chlorocebus djamdjamensis (Balemeerkat)
      - Soort: Chlorocebus dryas (Dryasmeerkat)
      - Soort: Chlorocebus pygerythrus (Vervet, Zuid-Afrikaanse groene meerkat of blauwaap)
      - Soort: Chlorocebus sabaeus (Geelgroene meerkat)
      -  Soort: Chlorocebus tantalus (Tantalusmeerkat)

  - Geslacht: Erythrocebus (Huzaarapen) (3 soorten)
    - 
      - Soort: Erythrocebus baumstarki
      - Soort: Erythrocebus patas (Huzaaraap of patas)
      -  Soort: Erythrocebus poliophaeus

  -  Geslacht: Miopithecus (Dwergmeerkatten) (2 soorten)
    - 
      - Soort: Miopithecus ogouensis (Noordelijke dwergmeerkat)
      -  Soort: Miopithecus talapoin (Dwergmeerkat)